# Georges Louis Rodier
Pour les articles homonymes, voir Rodier.
Georges Louis Rodier, né le 11 août 1864 à Bordeaux (Gironde) et mort le 10 janvier 1913 à Marseille (Bouches-du-Rhône), est un professeur de philosophie et universitaire français, spécialiste de la philosophie grecque.

## Biographie
Georges Rodier est issu d'une famille modeste de quatre enfants. Il effectue tout d'abord son cursus scolaire sous la direction de son père jusqu'au baccalauréat. Il obtient ainsi un baccalauréat ès sciences en 1880, puis un baccalauréat ès lettres en 1881 à Bordeaux. Il est ensuite étudiant libre à la Faculté des lettres de Bordeaux puis boursier de licence (1882-1884). Il est titulaire d'une licence de lettres (philosophie) en 1884. Après un premier échec à l'agrégation de philosophie en 1885, il l'obtient en 1886.
Le 15 janvier 1892, il soutient ses deux thèses de doctorat ès lettres à la Faculté de Paris. La première, en français porte sur la pensée développée par Straton de Lampsaque. La deuxième, en latin, traite de la force propre du syllogisme.
Sa carrière académique s'échelonne de 1886 à 1913. Georges Rodier est tout d'abord professeur de philosophie dans divers lycées entre 1886 et 1893. Il assume par la suite des fonctions universitaires en étant successivement délégué dans les fonctions de maître de conférences de philosophie à la Faculté des lettres de Toulouse (en remplacement de Jaurès élu député) de 1893 à 1894, maître de conférences de philosophie à la Faculté des lettres de Bordeaux (1894-1895), professeur d'histoire de la philosophie à la Faculté des lettres de Bordeaux (1901), chargé de cours d'histoire de la philosophie ancienne à la faculté des lettres de Paris (1908-1909) puis professeur  en 1909. Il meurt en 1913, toujours en fonctions.
Georges Rodier a contribué à de nombreuses revues et ouvrages collectifs, dont la Revue philosophique, la Revue de philologie, la Grande Encyclopédie, la Revue des études anciennes, l'Année philosophique, la Revue de métaphysique et de morale, ou encore la Revue de synthèse historique.

## Publications
Parmi les ouvrages de Georges Louis Rodier on peut citer :
- L'Orient : journal d'un peintre  (ill. Ch. Guillaume et Cie), Paris, Victor Havard, 1889, 293 p. (ASIN B001BTDAJM) ;
- La physique de Straton de Lampsaque, BiblioLife, 1890, 144 p. (ISBN 978-0554515120) ;
- De VI propria syllogismi, C. Klincksieck, 1891, 80 p. (OCLC 1148182558) ;
- Les grandes traductions françaises des philosophes grecs, Versailles, imprimerie du Cerf, 1907 ;
- La France de demain, Grenoble, Imprimerie de Notre-Dame, 1908 ;
- Études de philosophie grecque  (préf. Étienne Gilson), Paris, J.Vrin, 1926, 354 p. ;
- Aristote : Traité de l'âme, Paris, Ernest Leroux, 1985 ;
- « Sur une des origines de la philosophie de Leibniz », Revue de métaphysique et de morale, Paris, Presses Universitaires de France, t. 10, n° 5, septembre 1902, pp. 552-564 ;
- « Remarques sur le Philèbe », Revue des études anciennes, Bordeaux, Féret et fils,‎ 1900, p. 169-174.

## Distinctions
Georges Rodier est nommé officier de l'instruction publique